# Habsburské Nizozemí
Habsburské Nizozemí byl geopolitický útvar, který se v období 1482–1794 rozkládal zejména na území současné Belgie, Lucemburska, části severní Francie a po jistou dobu také na území dnešního Nizozemska. 

## Historie
Po roce 1581 bylo též známé jako Španělské Nizozemí a po válce o španělské dědictví (1701–1714) jako Rakouské Nizozemí.

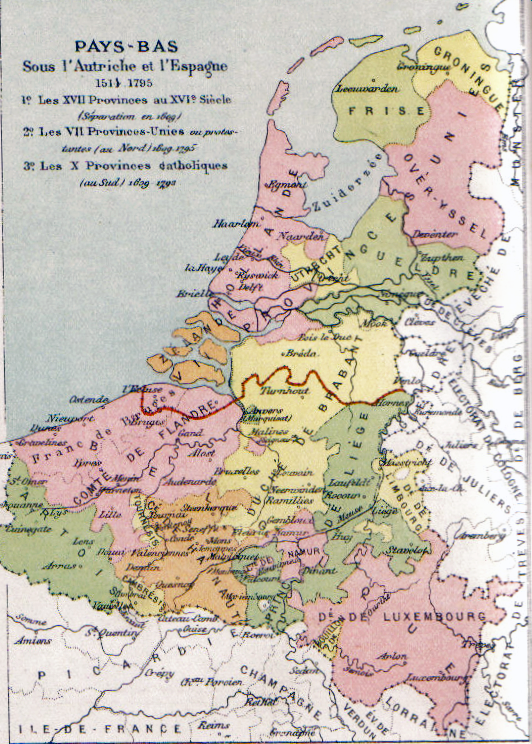
Historická mapa Nizozemí do roku 1795

V letech 1506–1555 bylo v držení vévody burgundského, v období 1555–1706 krále španělského a v letech 1716–1794 arcivévody rakouského. Jelikož byli všichni příslušníky Habsburského rodu (ať už španělské či rakouské větve), nazýval se tento útvar Habsburské Nizozemí. Jeho panovníci zde vládli prostřednictvím místodržitelů.
Po Francouzské revoluci se nizozemská území již nikdy pod habsburskou nadvládu nenavrátila.